# Asarta aethiopella
Asarta aethiopella är en fjärilsart som beskrevs av Philogène Auguste Joseph Duponchel 1837. Asarta aethiopella ingår i släktet Asarta och familjen mott. Inga underarter finns listade i Catalogue of Life.